# Alexeï Gorinov
 (juillet 2023).
 (juillet 2023).
Alexeï Gorinov, né le 26 juillet 1961 à Moscou, est un homme politique et opposant russe, élu municipal de l’arrondissement de Krasnosselski à Moscou. Le 8 juillet 2022, Gorinov est condamné à sept ans d’emprisonnement au titre de l’article 207.3 du Code pénal russe, après avoir dénoncé l’invasion russe en Ukraine.
Il est reconnu comme un prisonnier politique.

## Biographie

### Études
Né le 26 juillet 1961 à Moscou, il est diplômé de l'université d'État de géodésie et de cartographie de Moscou en 1984 et de l'université de droit d'État Koutafine de Moscou en 2004.

### Engagement politique
De 1990 à 1993, Gorinov est élu municipal de l’arrondissement de Dzerjinski à Moscou. Depuis 2017, il représente l’arrondissement de Krasnosselski en tant que député indépendant, soutenu par le mouvement Solidarnost dont il est membre.

### Opposition à l'invasion de l'Ukraine et condamnation

#### Réunion des députés du conseil municipal
Le 15 mars, peu de temps après le début de l’invasion russe, les élus du Conseil des députés municipaux de Krasnosselski évoquent, lors de la 5e réunion du Conseil consacré à l’approbation du calendrier consolidé des événements pour le deuxième trimestre de 2022, l’organisation d’un concours de dessins pour enfants. Gorinov s’exprime sur l’organisation de ce concours, dans le contexte de la guerre en Ukraine, qui ressemblerait à « une fête pendant la peste »[réf. nécessaire]. Au cours de la réunion, Gorinov qualifie aussi le conflit en Ukraine de « guerre » et non d'« opération militaire spéciale », et affirme que des enfants meurent chaque jour. Il prononce le discours suivant[source secondaire nécessaire]: 

« Je crois qu’il ne faut pas accepter ce plan. Comment peut-on parler des loisirs et des divertissements alors qu’on a tous fait une transition vers un autre monde qualitativement différent où des combats sont en cours sur le territoire d’un état souverain qui fait face à une agression provenant de notre pays? Comment peut-on parler des concours de dessins pour enfants ou des programmes de danse pour le jour de la Victoire lorsqu’on assiste chaque jour aux morts des enfants ? Des enfants deviennent orphelins et les petits-enfants et arrière-petits-enfants des participants à la Seconde Guerre mondiale sont jetés dans l’enfer des combats en Ukraine. Je pense que tous les efforts de la société civile doivent servir à mettre fin à la guerre et à entraîner le retrait des forces russes du territoire ukrainien. Si les éléments de plan évoquaient ces questions, je voterais pour. Mais sous cette forme, moi, personnellement, je ne le soutiendrai pas, puis c’est à vous de prendre vos décisions. [...] Je pense que les préoccupations principales de la société civile sont le retrait de l’armée du territoire ukrainien et la fin des actions agressives. »

Il est soutenu par la chef de la municipalité Elena Kotionotchkina qui, peu de temps après, doit quitter la Russie en raison d'une procédure pénale engagée contre elle.

#### Procédure pénale
Pour son discours considéré par le pouvoir russe comme « anti-guerre », Gorinov est accusé au titre de l’article 207.3 du code pénal russe, qui sanctionne la « diffusion d'informations sciemment fausses sur les actions des forces armées russes avec circonstances aggravantes ». Selon l’enquête, le crime est commis avec préméditation, par abus de fonction, pour des raisons de haine ou d'hostilité.
Le 26 avril 2022, Gorinov est arrêté et son domicile fouillé. Les locaux du conseil municipal sont perquisitionnés. L’enquête dure 5 jours, du 26 avril au 1er mai.
La première audience publique a lieu le 1er juin au tribunal de l’arrondissement de Mechtchanski à Moscou. Le procureur demande une prolongation de 6 mois de la détention de Gorinov. Celui-ci dit souffrir de la tuberculose et affirme que le centre de détention provisoire lui refuse un traitement médical. Malgré ce fait, le juge satisfait la demande de prolongation de la détention.
Le procès de Gorinov se déroule partiellement à huis clos. Le procureur estime que les spectateurs et les journalistes pourraient exercer une pression psychologique sur les témoins de l’accusation.
Le procureur affirme également que Gorinov et Kotionotchkina sont délibérément de connivence pour « discréditer » l'armée russe au cours de la réunion des députés municipaux.
Dans sa défense de Gorinov, son avocat déclare que les exigences de ne pas qualifier l’« opération militaire spéciale » comme étant une guerre ne s’appliquent qu’aux médias et qu’aucune loi n’oblige les Russes à s’y conformer[réf. nécessaire].
Le 8 juillet 2022, la juge Olesya Mendeleïeva condamne Gorinov à une peine de sept ans, à exécuter dans une colonie pénitentiaire de sécurité moyenne.
Lors de l’une des audiences, Gorinov condamne ouvertement l'invasion russe en Ukraine. Il déclare:

« Je crois que la Russie a épuisé ses limites en matière de guerres au XXe siècle. Pourtant, ce que nous vivons aujourd’hui, c’est  Boutcha, Irpin et Gostomel. Ces noms vous disent-ils quelque chose ? À vous, l’Accusation ? Renseignez-vous et ne dites pas après que vous ne saviez rien. Cela fait déjà cinq mois que la Russie mène des actions militaires en les qualifiant honteusement d’opération spéciale. On nous a promis la victoire et la gloire. Pourquoi donc une grande partie de mes concitoyens ressentent la honte et la culpabilité ? Pourquoi notre pays a-t-il autant d’ennemis ? Peut-être qu’il y a quelque chose qui ne va pas chez nous ? Parlons-en. En effet, c’est ce que j’ai fait pendant la réunion. Et j’ai été soutenu par la majorité des personnes présentes. Aujourd’hui, je suis au tribunal. »

Le 19 septembre 2022, en raison d’une modification de l’accusation, la peine d’Alexeï Gorinov est réduite d’un mois pour atteindre 6 ans et 11 mois. La charge selon laquelle un « groupe de personnes » (comprenant Gorinov et Kotionotchkina) auraient agi par conspiration préalable est retirée.
En prononçant son dernier mot, il s’excuse auprès du peuple ukrainien pour ne pas avoir réussi à arrêter la guerre et évoque également que la possibilité de poursuivre les personnes ayant des visions pacifistes est « une honte pour [la Russie] ».
A la fin novembre 2022, Gorinov est transféré à la colonie pénitentiaire « IK-2 » dans l'oblast de Vladimir. Le militant Konstantin Kotov et le politicien Alexeï Navalny y ont notamment purgé une partie de leurs peines. L'avocate Maria Eismont, de l'affaire Kotov, visite aussi à plusieurs reprises cette colonie pénitentiaire. Elle estime que le personnel fait tout son possible pour priver les prisonniers politiques qui y sont enfermés d’une assistance juridique.

#### Sentence et réactions
En 2022, le projet indépendant de défense des droits de l’homme « Soutien des prisonniers politiques. Memorial » reconnaît Alexeï Gorinov comme prisonnier politique.
Selon Bruce Millar, directeur adjoint pour l'Europe de l'Est et l'Asie centrale à Amnesty International: « La condamnation d’Alexeï Gorinov est inadmissible. Il s’agit de représailles illégales infligées parce qu’il a exprimé ses opinions, et non d’une application de la justice. Alexeï Gorinov n’a commis aucune infraction reconnue au niveau international en qualifiant la guerre lancée par Vladimir Poutine contre l’Ukraine de guerre criminelle. ».
D’après Marina Litvinovitch, défenseuse des droits de l’homme, la condamnation de Gorinov vise à intimider les députés et autres fonctionnaires pour qu’aucun représentant du gouvernement n’ose dire quoi que ce soit contre la guerre.
Gorinov lui-même estime que le montant de la sanction fixé par le tribunal est disproportionné par rapport à l'ampleur des dommages causés à l'Ukraine par la Russie: 

« Une durée inimaginable ? Mais rappelez-vous combien de personnes ont été touchées par la guerre en Ukraine qui leur a fait perdre des années de vie normale et paisible ou même leur a coûté la vie tout court et faites le calcul. Essayez d'imaginer, essayez de comprendre l'échelle universelle des événements dont il s’agit. Il en est de même pour la responsabilité de chacun, moi inclus. Et le moins que je puisse faire, c'est de dire les choses telles qu'elles sont. »

## Affaire sur l’apologie du terrorisme
L'affaire a été ouverte à l'automne 2023 ; selon l'enquête, lors d'une conversation avec un autre détenu dans l’hôpital de la prison, Alexeï justifiait la Régiment Azov ukrainien déclarée organisation terroriste en Russie, l’explosion du pont de Crimée et les actions de Unité spéciale ukrainienne «Kraken».
L'avocat d'Alexeï estime que le témoignage a été obtenu illégalement, par provocation : en janvier 2023, un poste de télévision a été installé dans la chambre de Gorinov et d'autres détenus ont été installés avec lui. Ces derniers s’intéressaient à son opinion sur les actualités (selon d'autres sources, il a été transféré dans une salle avec un poste de télévision au lieu d'être sorti de l’hôpital). Il y a des incohérences dans les déclarations des témoins, en revanche, les protocoles d'interviews des témoins sont identiques jusqu'aux erreurs de ponctuation, sur 14 heures d'enregistrements audio en 20 jours, des éléments constitutifs de crime ont été trouvés dans deux phrases. Gorinov a plaidé non coupable, mais dans sa dernière déclaration, il a déclaré que [sa] “culpabilité réside dans le fait que, en tant que citoyen de mon pays, j’ai permis cette guerre et n’ai pas su l’arrêter. Je vous demande de le noter dans le procès-verbal. Mais je voudrais que ma culpabilité et ma responsabilité soient également partagées par les organisateurs, les participants, les partisans de la guerre, ainsi que par les persécuteurs de ceux qui se prononcent pour la paix".
En novembre 2024, le tribunal militaire du 2e district ouest condamne Alexeï à trois années supplémentaires dans une colonie à régime stricte. Après l'entrée en vigueur de la nouvelle peine, Gorinov doit passer un total de cinq ans en détention (en raison des deux peines).
Le 15 avril 2025, une plainte a été déposée auprès de la Cour constitutionnelle de la Fédération de Russie dans le cadre de l'affaire Alexeï  Gorinov, alléguant que cet article viole les droits et libertés constitutionnels des citoyens.

## Dégradation de son état de santé
L'état de santé d'Alexeï Gorinov était mauvais avant son incarcération : il y a plusieurs années, avant d'être mis au centre de détention provisoire, il avait subi une opération sur les poumons. En raison des conditions de détention et de l'impossibilité de recevoir des soins médicaux, l'état de santé de Gorinov s'est aggravé et, le 9 décembre 2022, le député est tombé malade. Après une visite de deux jours à l'unité médicale, Alexeï ne s'est pas rétabli, il avait toujours une forte fièvre et le souffle court. Selon le média en ligne Radio Liberty, après un tollé général, les autorités pénitentiaires ont accepté de transférer Gorinov à l'hôpital pénitencier IK-3 dans la région de Vladimir . La colonie où se trouve l'hôpital, est connue pour l’usage de tortures : c'est également là que l'homme politique Alexeï Navalny a été amené pour être soigné en avril 2021.
Selon les rapports des défenseurs des droits humains, Alexeï Gorinov est détenu dans des conditions de torture : dans une cellule froide sans matelas, ni couverture, ni eau chaude, fiché comme prétendument susceptible de s'évader et de se suicider (ce qui implique d'être réveillé toutes les deux heures), privé de visites de proches et de correspondance, et régulièrement placé en cellule disciplinaire (notamment 48 jours consécutifs en 2023). En novembre 2024, dans le cadre de la seconde affaire, Gorinov est inscrit sur le registre des personnes susceptibles de commettre des actes terroristes avant même sa condamnation.

## Reconnaissance internationale
En novembre 2022, Gorinov reçoit le prix Magnitski, décerné depuis 2015 à des personnes qui ont contribué à la lutte pour la défense des droits de l'homme.
Début janvier 2023, 34 membres du Parlement européen signent une lettre ouverte en soutien à Gorinov où ils expriment leur solidarité avec le député dans son désir d'une Russie libre et pacifique.
Les 20 et 21 janvier, des actions en soutien aux prisonniers politiques en Russie ont eu lieu dans plus de 20 pays, mentionnant notamment Alexeï Gorinov.
En février 2023, en réponse à une plainte déposée par des défenseurs des droits de l'homme, l'ONU demande la libération immédiate d'Alexeï Gorinov et exige des autorités russes l'ouverture d'une enquête indépendante.